# Spädven
Spädven (Agrostis tenerrima) är en gräsart som beskrevs av Carl Bernhard von Trinius. Enligt Catalogue of Life ingår Spädven i släktet ven och familjen gräs, men enligt Dyntaxa är tillhörigheten istället släktet ven och familjen gräs. IUCN kategoriserar arten globalt som nära hotad. Arten förekommer tillfälligt i Sverige, men reproducerar sig inte. Inga underarter finns listade i Catalogue of Life.